# Bór (Szaflary)
Bór ist ein Dorf der Gemeinde Szaflary im Powiat Nowotarski der Woiwodschaft Kleinpolen in Polen in der Region Podhale. Das Dorf liegt zwischen dem Gebirgszug Pogórze Gubałowskie und der Talsenke Kotlina Nowotarska ca. 15 km nördlich von Zakopane und 5 km südlich von Nowy Targ.

## Sehenswürdigkeiten
Der Ort wurde 1610 gegründet. Der Ortsname lässt sich als Urwald übersetzen. Teilweise wird der Name auch von Feuchtwiesen abgeleitet. Im Ort gibt es eine moderne Kirche, die Petrus und Paulus gewidmet ist.

## Tourismus
Es geht in Bór ruhiger zu als in den benachbarten Skiorten Zakopane oder Bukowina Tatrzańska. Die touristische Infrastruktur wird ausgebaut. Durch den Ort verläuft der Pieninen-Felsengürtel.